# Ennio Pompei
Ennio Pompei (Roma, 2 aprile 1924 – Roma, 8 maggio 2005) è stato un politico italiano.